# 北陽 (お笑いコンビ)
北陽（ほくよう）は、プロダクション人力舎所属の女性お笑いコンビ。1995年4月結成。スクールJCA4期生。

## メンバー
虻川 美穂子（あぶかわ みほこ、1974年〈昭和49年〉9月11日 - ）（50歳）
ボケ担当。
埼玉県北葛飾郡杉戸町出身。生まれは東京竹ノ塚
伊藤 さおり（いとう さおり、1974年〈昭和49年〉4月9日 - ）（51歳）
ツッコミ担当。
埼玉県岩槻市（現・さいたま市岩槻区）出身。

## 概要
コンビ名は、2人の母校である埼玉県立久喜北陽高等学校が由来。当初のコンビ名は「北陽/s」だったが、後に現在のものへ改名し現在に至る。発音のアクセントは旧コンビ名時代の名残か「ほ」に置かれるのが多いものの、2人は「く」に置いて呼んでいるとのこと。
同校ソフトボール部のチームメートとして出会い、卒業後に2人で劇団鳥獣戯画へ入団する。しかし虻川が退団し、スクールJCAへ4期生として入学（3期生と表記される場合もある）。同年、改めて相方として伊藤を誘い1995年4月にコンビ結成。スクールJCA出身ではないがおぎやはぎとはコンビ歴が近い。
デビュー当初からネタは主にコントを演じている。行き詰まりを感じて1998年頃に約1年間一度休業するも、復帰後は初期の『爆笑オンエアバトル』（NHK総合）などで注目を集めるようになる。同番組に第1回収録から出場し、その日の放送で初オンエアを獲得。オンエアバトルでは数少ない女性芸人によるオンエア獲得第1号であり、女性芸人初のチャンピオン大会進出者でもある。通算戦績は9戦8勝。だがお笑いの大型賞レースへの出場には消極的で、例としてキングオブコント・M-1グランプリ・R-1ぐらんぷりなどにはエントリー経験がない（『はねるのトびら』（フジテレビ）メンバーの中では唯一）。また、1990年代後半から2000年代にかけてブレイクした若手芸人で『エンタの神様』（日本テレビ）にも出演していないという数少ないコンビでもある。
1999年、『続・ボキャブラ天国スペシャル』（フジテレビ）のキャブラーを目指す若手芸人登場のコーナーに出演したが、キャブラーにはなれず終いだった。
2000年、『新しい波8』（フジテレビ）に出演。当番組の出演者であるキングコング・ロバート・ドランクドラゴン・インパルスと共に同局『はねるのトびら』のレギュラーへ抜擢、実はこの面子では一番先輩。これをきっかけに人気が上昇した。
同時に『おすぎとピーコの金持ちA様×貧乏B様』（日本テレビ）でも活躍。虻川がA様（成功者）、伊藤がB様（失敗者）を演じるサイレントドラマが人気だった。しかし一時期、『はねるのトびら』が時間帯の移動で裏番組となったため同番組の出演自粛を余儀なくされた。
コンビだけでなく、各々ピンの仕事も多い。特に虻川は単独でバラエティ番組のゲスト、ドラマ、CMなどに出演している。ブレイク前の伊藤は、ゲーム『街 〜運命の交差点〜』に主人公の1人として出演した。
事務所（＝人力舎）によって、ネタ番組への出演を止められているのをテレビで明かしている。理由はイメージダウンに繋がるとのことだったが、2005年に『うたばん』（TBSテレビ）で久々にテレビ番組でコントを披露した。
2014年8月に伊藤が長女を出産、母親となった数日後に虻川も妊娠を発表し、2015年2月に長男を出産。子ども同士も同学年となる。

## エピソード
- 太陽とシスコムーンの選抜オーディションに2人で応募したものの、書類選考で落選したのを虻川が告白している[5]。事務所の後輩である田上よしえも同オーディションを受けているが、彼女は一次合格を果たしていた。

## 現在の出演番組
- 天才!!カンパニー（日本テレビ）- 虻川は2012年4月7日放送分から、伊藤は同年5月12日放送分から出演。原則、2人は共演せず虻川・伊藤・遼河はるひが不定期交代で出演。

## 過去に出演した番組・作品
単独での出演は虻川美穂子#出演番組・作品、伊藤さおり#出演番組・作品を参照。

### テレビ
- 続・ボキャブラ天国（フジテレビ）- キャブラーを目指す若手芸人登場のコーナーにて出演。
- 爆笑オンエアバトル（NHK総合）戦績8勝1敗 最高461KB
  - 前述の通り同番組では最初の女性芸人のオンエア獲得者第1号で、女性芸人初のチャンピオン大会進出者でもある。
  - 2001年11月3日放送回の広島大会で初のオフエア[注 2]となった。これにより、第1回チャンピオン大会に出場していた芸人の中でオフエア未経験の芸人がいなくなった[注 3]。
  - 第1回チャンピオン大会 予選5位敗退
  - 第2回チャンピオン大会 予選7位敗退
- アイドル道（フジテレビ721）
- ケータイ将軍（2002年10月7日 - 2003年3月31日、日本テレビ）
- 石塚英彦&パパイヤ 大東京!秘密の裏メニュー食べまくり大作戦（テレビ東京）
- アリゾナの魔法（日本テレビ）
- はねるのトびら（2001年4月 - 2012年9月、フジテレビ）
- 森田一義アワー 笑っていいとも!（2003年10月 - 2005年3月、フジテレビ）- 木曜レギュラー
- ayu ready?（2002年10月12日 - 2004年3月20日、フジテレビ）
- おすぎとピーコの金持ちA様×貧乏B様（2002年10月1日 - 2004年9月22日、日本テレビ）
- ジャスト（TBSテレビ）- 金曜日『亭主改造計画』3代目リポーター
- トバ子シリーズ（トバ子のカケラ、トバ子のハナイキ、トバ子ろんぶす!、トバ子のおゆうぎ）（テレビ静岡）
- 北陽のなりたい!（2004年1月21日 - 5月12日・2004年7月21日 - 10月27日、テレビ静岡）
- 月刊MelodiX!（2006年、テレビ東京）月1回
- GiRLS LoVER（2006年7月3日 - 9月25日、テレビ東京）
- あややゴルフ（2006年4月4日 - 9月26日、日本テレビ）
  - あややゴルフ2（2007年4月 - 9月、日本テレビ）
- 快感MAP（テレビ朝日）
- 天才ビットくん（2005年4月 - 2007年3月、NHK教育）
- ハリコミらいおん!!（2007年10月 - 12月、日本テレビ）
- BSティーンズ倶楽部（2008年4月 - 2010年3月、NHK-BS）
- テレビで中国語（2009年4月 - 2010年3月、NHK教育）
- はなまるマーケット（2008年4月 - 2010年3月、TBSテレビ）木曜日・レギュラー
- 会社見学!スクープを探せ!（2010年9月23日、テレビ東京）リポーター
- バカヂカラ（TOKYO MX）
- MADE IN BS JAPAN（2011年4月 - 2011年9月、BSジャパン）- 火曜レギュラー
- むっちり温泉〜ぽっちゃりおんな芸人がやりたい10のうさばらし〜（2013年1月[6]、WAKO制作）
- 私の一文字（マッスル笑店制作）[要出典]
- たかじん胸いっぱい（関西テレビ）
- 北海道発掘バラエティー ホリホリ団X（2011年4月 - 、NHK札幌放送局・北スペシャル）

### ラジオ
- イキナリ!水曜「北陽のヒップアタック」（2005年4月 - 2007年3月、東北放送）

### テレビドラマ
- カバチタレ!（フジテレビ、2001年）- 加藤マキ（伊藤）、各話で役が異なる人物（虻川）
- 整形美人。（フジテレビ、2002年）- 早乙女成美（虻川）、第5話に『はねるのトびら』メンバーがゲスト出演。
- 危険なアネキ（フジテレビ）- 第2話にゲスト出演
- ガチバカ!（TBS、2006年1月 - 3月）- 町田塔子（虻川）、伊藤は第6話にゲスト出演
- えなりかずきの一休さん（フジテレビ、2004年1月8日） - 女官
- 新春ワイド時代劇『天下騒乱〜徳川三代の陰謀』（テレビ東京、2006年1月2日） - 菖蒲・桔梗
- 我はゴッホになる! 〜愛を彫った男・棟方志功とその妻〜（フジテレビ、2008年10月25日） - 澤村カツラ（虻川）、イト（伊藤）

### 映画
- GO-CON!（2000年6月1日）
- キューティーハニー（2004年5月29日）- タチバナ商事社員
- g@me.（2003年11月8日）

### CM
- マリオパーティ6（任天堂）
- マリオパーティ アドバンス（任天堂）
- 西友（2005年・2006年）
- ダック引越劇場（ダック引越センター）
- 文九郎（SUN-STAR）
- コロナワールド

### インターネット
- 北陽のYOUがCANできるならDOしちゃいなッ!（楽天ICHIBA）

### アニメ（声の出演）
- 劇場版デュエル・マスターズ 闇の城の魔龍凰（2005年3月12日）- オルフェ（虻川）、エレクトラ（伊藤）
- ブレイブ ストーリー[7]（2006年7月8日、ワーナー・ブラザース）- 小村克実（虻川）、小川（伊藤）
- オシャレ魔女♥ラブandベリー しあわせのまほう（2007年3月21日、松竹）- マリア先生（虻川）、オシャレ魔法学園の生徒（伊藤）

### ビデオ
- 初単独ライブビデオ 胸キュンキック (VHS)
- はねるのトびら I・II・III・IV
- おしごと体験バラエティ〜北陽の「なりたい!」（2004年8月発売 DVD）
- 地上波で出来ないTV DVDスペシャル（2005年10月）
- おぎやはぎ&北陽 ダック引越劇場（2007年5月 DVD 全2巻）

### 書籍
- 北陽のバッチ恋よ!!（2003年11月発売 ISBN 9784594042394）